# Iglesia católica en Puerto Rico

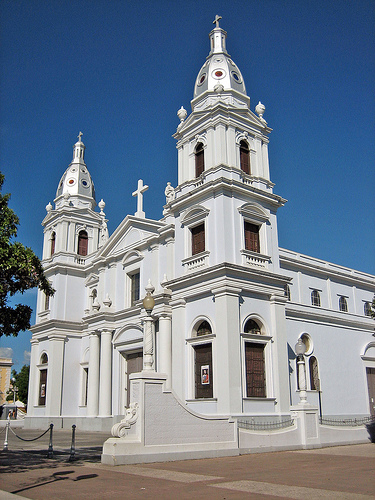
La catedral de Nuestra Señora de Guadalupe, sede de la Diócesis de Ponce.

La Iglesia católica está presente en Puerto Rico, donde aproximadamente el 70% de la población es católica.

## Situación presente
Los fieles católicos abarcan cerca del 70% de la población.

Esto es, cerca de 3,400,000 habitantes. El país está dividido en cinco diócesis y una arquidiócesis:

## Lista de diócesis
- Arquidiócesis de San Juan de Puerto Rico
- Diócesis de Arecibo
- Diócesis de Caguas
- Diócesis de Mayagüez
- Diócesis de Ponce
- Diócesis de Fajardo-Humacao

## Conferencia Episcopal
Los obispos en Puerto Rico forman la Conferencia Episcopal Puertorriqueña. La conferencia episcopal permite a los obispos fijar ciertas normas para todo su territorio, incluyendo la forma de la liturgia.